# عرقون أملس
عرقون أملس (الاسم العلمي:Euphrasia laevis) هو نوع غير مؤكد من النباتات يتبع جنس العرقون من الفصيلة الهالوكية.